# فلاديسلاف زمودا
فلاديسلاف أنطوني زمودا (بالبولندية: Władysław Antoni Żmuda)‏ (مواليد 6 يونيو 1954) هو لاعب كرة قدم. يلعب مع منتخب بولندا لكرة القدم. سبق له أن لعب في كأس العالم لكرة القدم مع منتخب بلاده.

## روابط خارجية
- فلاديسلاف زمودا على موقع الاتحاد الدولي (مؤرشف)  (الإنجليزية)
- فلاديسلاف زمودا على موقع قاعدة بيانات كرة القدم.إي يو (الإنجليزية)
- فلاديسلاف زمودا على موقع ناشيونال فوتبول تيمز (الإنجليزية)
- فلاديسلاف زمودا على موقع عالم كرة القدم.نت (الإنجليزية)
- فلاديسلاف زمودا على موقع أوليمبيديا (الإنجليزية)